# شركة داناهر
شركة داناهر شركة أمريكية متعددة الصناعات مقرها في واشنطن العاصمة. تقوم الشركة بتصميم وتصنيع وتسويق المنتجات والخدمات المهنية والطبية والصناعية والتجارية. قطاعات الشركة الثلاث هي علوم الحياة والتشخيص والحلول البيئية والتطبيقية. داناهر هي إحدى شركات فورتشين 500. في عام 2019، صنفتها مجلس فوربس كأفضل شركة مُوظفة فيما يخص التنوع.

## اسم الشركة
تم تسمية الشركة على اسم نهر داناهري غرب مونتانا. وهو المكان الذي كان يرتاده مؤسسو الشركة ليتحدثوا عن تشكيلها. كانت داناهر واحدة من أوائل الشركات في أمريكا الشمالية التي تبنت مبادئ كايزن في التصنيع.